# Síndrome de Pallister Hall
El síndrome de Pallister Hall es una enfermedad extremadamente rara, solo en tres casos parece haber relación genética, en el resto de los casos la enfermedad ocurre de novo sin ninguna razón evidente.

## Causas
La clínica se caracteriza por hamartoma (tumor constituido por una mezcla anormal de los elementos constitutivos de un tejido) hipotalámico, polidactilia (dedos adicionales), nariz corta, hipoplasia (desarrollo incompleto o defectuoso) suprarrenal, hipoplasia hipofisaria, miembros cortos, displasia (desarrollo anómalo de tejidos u órganos) de las orejas, microglosia (lengua anormalmente pequeña), micrognatia (mandíbula anormalmente pequeña), frenillos orales, quistes (saco cerrado debajo de la piel que puede contener un contenido líquido o semisólido) en las encías, hendidura (cierre incompleto) de laringe, displasia de cartílagos traqueales, hipoplasia pulmonar, fontanelas (espacio sin osificar en el cráneo del recién nacido) amplias, hipoplasia de las uñas, sindactilia (fusión congénita o accidental de dos o más dedos entre sí), hipoplasia de metarpianos y falanges, ectopia (órgano o tejido situado fuera de su lugar habitual) renal, hipoplasia renal, ano imperforado , criptorquidia (uno o ambos testículos no pueden descender al escroto), hipoplasia testicular, micropenis (pene anormalmente pequeño), hipoplasia de tiroides, ductus arterioso (conducto desde la arteria pulmonar a la aorta presente en el feto), comunicación interventricular (comunicación anormal entre los ventrículos del corazón), defectos de las válvulas aórtica y mitral, retraso del crecimiento intrauterino, hidrocefalia (acumulación de líquido en el encéfalo).

## Síntomas
Se puede acompañar de holoprosencefalia (espectro de malformaciones que afecta a la cara y cerebro), hendidura del paladar (cierre incompleto de la bóveda de la boca), labio hendido o leporino (hendidura anormal en el labio superior). Microftalmía (ojos anormalmente pequeños), vértebras cervicales estrechas, hipoplasia de páncreas, luxaciones (dislocaciones de articulaciones) de cadera y de rodilla, hidronefrosis (acúmulo anormal de orina en los riñones) y agenesia (desarrollo defectuoso, o falta de alguna parte de un órgano) renal unilateral.